# Valcolla
Valcolla est une localité et une ancienne commune suisse du canton du Tessin, située dans le district de Lugano. Elle fait partie de la commune de Lugano.

## Histoire
Le 14 avril 2013, les communes de Bogno, Cadro, Carona, Certara, Cimadera, Sonvico et Valcolla sont intégrées à celle de Lugano. Son ancien numéro OFS est le 5229.